# BioBlitz

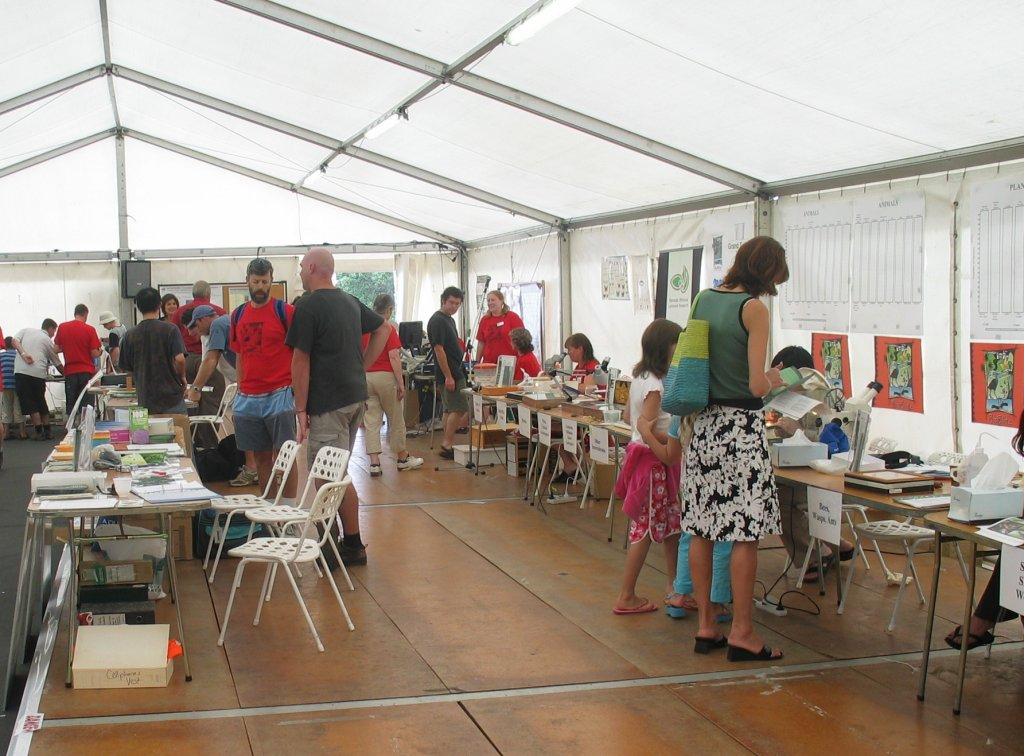
BioBlitz à Auckland (Nouvelle-Zélande) en 2005.

Un BioBlitz est une étude sur une portion bien précise de terrain, où un groupe de scientifiques et/ou de bénévoles mènent un inventaire biologique intensif pendant un temps court (24 heures ou 48 heures). L'objectif est d'identifier et de répertorier toutes les espèces d'organismes vivants présents dans une zone donnée.

## Histoire
Le premier BioBlitz a été organisé aux Kenilworth Park and Aquatic Gardens à Washington (district de Columbia) le 1er juin 1996. Le terme a été inventé par la naturaliste Susan Rudy.
L'Université Sainte-Marie de Halifax en organise un chaque année en Nouvelle-Écosse, Canada.